# زملول معرق
زملول معرق (الاسم العلمي: Exobasidium reticulatum) هو نوع من الفطريات يتبع جنس الزملول من فصيلة الزملولية.